# Elezioni parlamentari in Russia del 2003
Le elezioni parlamentari in Russia del 2003 si tennero il 7 dicembre per il rinnovo della Duma di Stato, la camera bassa dell'Assemblea federale.
Come secondo le aspettative, il partito Russia Unita, a favore di Vladimir Putin, ha conquistato il più alto numero di voti e seggi, riducendo gli altri partiti a una piccola porzione del Parlamento. Anche il calcolo formale di 223 seggi per Russia Unita è in realtà una stima per difetto, in quanto molti dei partiti minori e dei membri "indipendenti" sono sostenitori del Presidente Putin. Le elezioni hanno fornito quindi a Putin il completo controllo del Parlamento.
Tra gli altri partiti, il Partito Comunista è ancora il maggiore, anche se è stato molto ridimensionato. Il Partito Liberal Democrativo ha migliorato la propria posizione di qualche deputato. Il partito liberale Jabloko e i conservatori-liberali del SPS hanno perso molti dei seggi. L'unico altro partito socialista di rilievo è Rodina.

## Risultati
| Liste                                                          | Proporzionale | Proporzionale | Proporzionale | Maggioritario | Maggioritario | Maggioritario | Totale seggi |
| Liste                                                          | Voti          | %             | Seggi         | Voti          | %             | Seggi         | Totale seggi |
| -------------------------------------------------------------- | ------------- | ------------- | ------------- | ------------- | ------------- | ------------- | ------------ |
| Russia Unita                                                   | 22.776.294    | 37,56         | 120           | 14.123.625    | 23,45         | 103           | 223          |
| Partito Comunista della Federazione Russa                      | 7.647.820     | 12,61         | 40            | 6.577.598     | 10,92         | 12            | 52           |
| Partito Liberal-Democratico di Russia                          | 6.944.322     | 11,45         | 36            | 1.860.905     | 3,09          | -             | 36           |
| Rodina                                                         | 5.470.429     | 9,02          | 29            | 1.719.147     | 2,85          | 8             | 37           |
| Jabloko                                                        | 2.610.087     | 4,30          | -             | 1.580.629     | 2,62          | 4             | 4            |
| Unione delle Forze di Destra                                   | 2.408.535     | 3,97          | -             | 1.764.290     | 2,93          | 3             | 3            |
| Partito Agrario di Russia                                      | 2.205.850     | 3,64          | -             | 1.104.974     | 1,83          | 2             | 2            |
| Partito Russo dei Pensionati - Partito della Giustizia Sociale | 1.874.973     | 3,09          | -             | 342.891       | 0,57          | -             | -            |
| Partito della Rinascita Russa - Partito Russo della Vita       | 1.140.413     | 1,88          | -             | 1.584.904     | 2,63          | 3             | 3            |
| Partito Popolare della Federazione Russa                       | 714.705       | 1,18          | -             | 2.677.889     | 4,45          | 17            | 17           |
| Partito Concettuale «Unità»                                    | 710.721       | 1,17          | -             | 9.334         | 0,02          | -             | -            |
| Nuovo Corso - Russia Automobilistica (LR - RPR - DAR)          | 509.302       | 0,84          | -             | 222.090       | 0,37          | 1             | 1            |
| Per una Russia Santa                                           | 298.826       | 0,49          | -             | 59.986        | 0,10          | -             | -            |
| Partito Ecologista Russo «I Verdi»                             | 253.985       | 0,42          | -             | 69.585        | 0,12          | -             | -            |
| Sviluppo dell'Imprenditorialità                                | 212.827       | 0,35          | -             | 237.527       | 0,39          | 1             | 1            |
| Grande Russia - Unione Eurasiatica                             | 170.796       | 0,28          | -             | 464.602       | 0,77          | 1             | 1            |
| Veri Patrioti                                                  | 149.151       | 0,25          | -             | 2.564         | 0,00          | -             | -            |
| Partito della Pace e dell'Unità                                | 148.954       | 0,25          | -             | 10.664        | 0,02          | -             | -            |
| Rus'                                                           | 147.441       | 0,24          | -             | 570.453       | 0,95          | -             | -            |
| Partito Democratico di Russia                                  | 136.295       | 0,22          | -             | 94.810        | 0,16          | -             | -            |
| Partito Costituzionale-Democratico                             | 113.190       | 0,19          | -             | N.D.          | N.D.          | N.D.          | -            |
| Partito СЛОН                                                   | 107.448       | 0,18          | -             | 16.111        | 0,03          | -             | -            |
| Partito Popolare-Repubblicano di Russia                        | 80.420        | 0,13          | -             | 2.995         | 0,00          | -             | -            |
| Altri                                                          | N.D.          | N.D.          | N.D.          | 288.866       | 0,48          | -             | -            |
| Indipendenti                                                   | N.D.          | N.D.          | N.D.          | 15.843.626    | 26,31         | 67            | 67           |
| Nessuna lista                                                  | 2.851.958     | 4,70          | -             | 7.744.998     | 12,86         | -             | -            |
| Seggi vacanti                                                  | N.D.          | N.D.          | N.D.          | N.D.          | N.D.          | 3             | 3            |
| Totale                                                         | 59.684.742    |               | 225           | 58.975.063    |               | 225           | 450          |
| Schede non valide                                              | 948.435       | 1,56          |               | 1.247.491     | 2,07          |               |              |
| Totale                                                         | 60.633.177    | 100           |               | 60.222.554    | 100           |               |              |